# بخش کولهاپور
بخش کولهاپور (به انگلیسی: Kolhapur district) یک منطقهٔ مسکونی در هند است که در بخش پون واقع شده‌است. بخش کولهاپور ۷٬۶۸۵ کیلومتر مربع مساحت و ۳٬۸۷۶٬۰۰۱ نفر جمعیت دارد.